# Grobengereuth

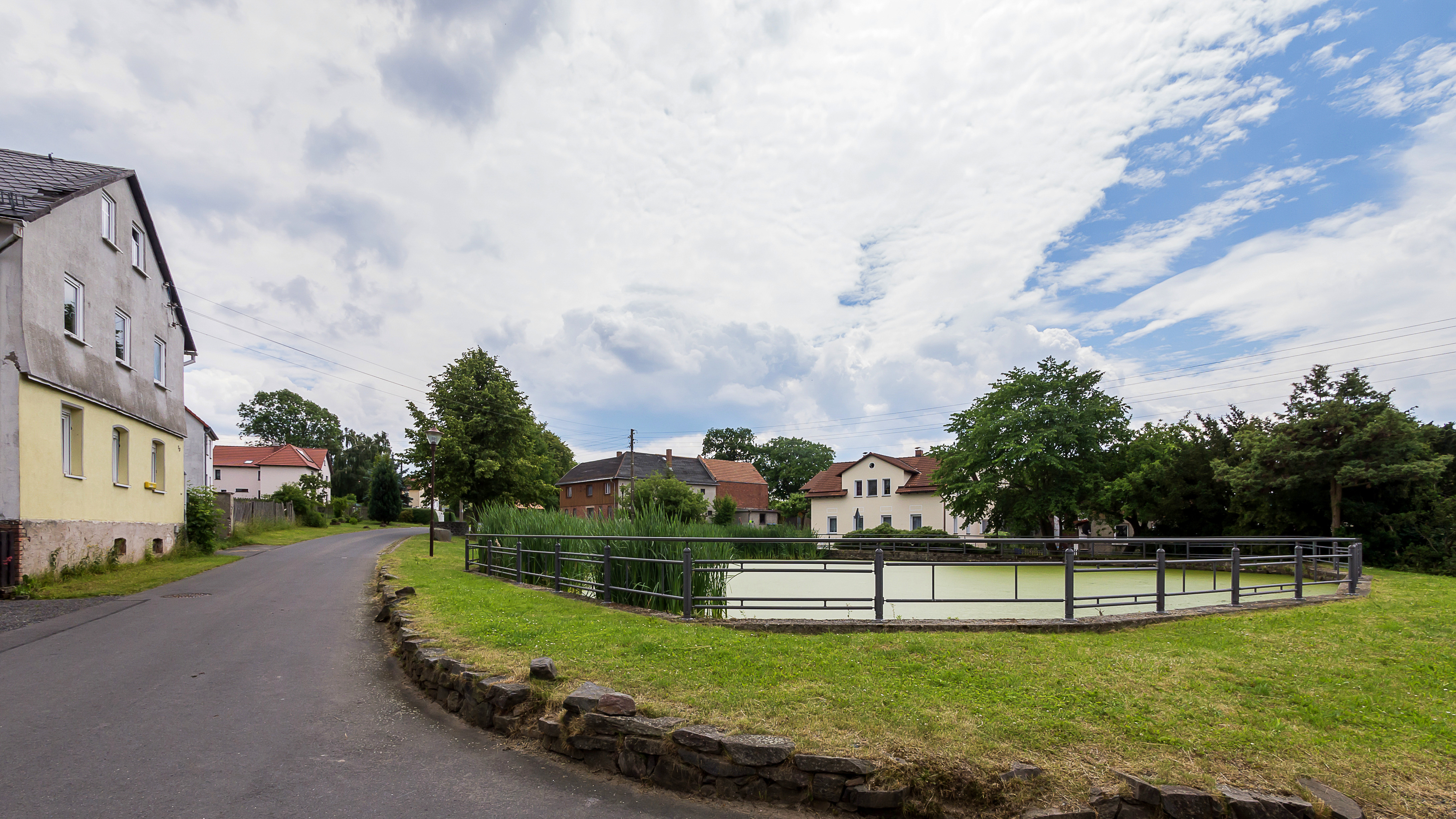
Am Dorfteich

Grobengereuth ist eine Gemeinde in der Verwaltungsgemeinschaft Oppurg im thüringischen Saale-Orla-Kreis.

## Lage
Grobengereuth und Daumitsch liegen auf einer Hochebene des nach Norden auslaufenden Südostthüringer Schiefergebirges. Die Gemarkungen beider Orte sind ringförmig mit Waldflächen umgeben. Über die Landesstraße 2359 von Ziegenrück mit Anschluss an die Bundesstraße 281 in Oppurg haben die Orte verkehrsmäßigen Anschluss.

## Geschichte
Am 24. Juni 1500 wurde Grobengereuth und am 18. Juli 1223 der Ortsteil Daumitsch erstmals urkundlich erwähnt. Grundherren waren u. a. die von Obernitz.

### Einwohnerentwicklung
Entwicklung der Einwohnerzahl (Stand jeweils 31. Dezember):
| - 1994: 244 - 1995: 243 - 1996: 241 - 1997: 241 - 1998: 252 - 1999: 247 | - 2000: 242 - 2001: 245 - 2002: 240 - 2003: 244 - 2004: 247 - 2005: 242 | - 2006: 232 - 2007: 231 - 2008: 229 - 2009: 229 - 2010: 226 - 2011: 221 | - 2012: 218 - 2013: 216 - 2014: 205 - 2015: 204 - 2016: 203 - 2017: 206 | - 2018: 202 - 2019: 196 - 2020: 196 - 2021: 196 - 2022: 190 - 2023: 194 |

Datenquelle: Thüringer Landesamt für Statistik

## Geschichtsdenkmale
Auf dem Friedhof des Ortsteiles Daumitsch erinnert ein Grabdenkmal an die dort begrabenen zwölf KZ-Häftlinge, die während eines Todesmarsches vom KZ Buchenwald nach dem KZ Flossenbürg, der durch den Ort führte, von SS-Männern ermordet wurden.